# Henrich Benčík
Henrich Benčík (Nitra, 4 ottobre 1978) è un ex calciatore slovacco, di ruolo attaccante.

## Palmarès

### Club

#### Competizioni nazionali
- 2. Liga: 1

Nitra: 1997-1998
- 3. Liga: 1

Osnabrück: 2009-2010